# العراب - نادي الشرق (مسلسل)
العرّاب - نادي الشرق مسلسل مقتبس من رواية ماريو بوزو الشهيرة العراب، عٌرض على شاشة تلفزيون أبوظبي في رمضان من سنة 2015.

## القصة
تسرد أحداثه الرئيسة، التي تتناول إمبراطورية أبوعليا، زعيم آل المنذر، وأحد أكثر رجال الدولة نفوذاً، وما تشهده هذه الإمبراطورية من صراعات وعلاقات، لكن سرعان ما تنفصل أحداث المسلسل عن الرواية وكذلك عن الفيلم الشهير المأخوذ عنها، لترسم حكايتها الخاصة، ويرسم العمل خطوطه الدرامية المستقلة، بحسب ما أوضح مخرج المسلسل حاتم علي، الذي أشار إلى أن الفوراق بين أحداث «العراب» والرواية تصل إلى الطلاق مع تقدم الحكاية، لتتقاطع مع واقعها من خلال قصة العائلة التي تحاول الحفاظ على مصالحها في ظل ظرف سياسي يرتبط مع الواقع الاقتصادي، لتقدم في النهاية عملاً سورياً محلياً، يتناول الأوضاع في سورية في السنوات الأخيرة، ويتم تصوير المسلسل في بيروت وأبوظبي.

## الممثلون
- جمال سليمان بدور العرّاب نوح الملقب (أبو عليا)
- باسم ياخور بدور ابن العرّاب قيصر
- باسل خياط بدور ابن العرّاب جاد
- أمل بوشوشة بدور ابنة العرّاب عليا
- رافي وهبي بدور يامن
- جلال شموط بدور عزام
- سمر سامي بدور زوجة العرّاب
- ماهر صليبي بدور أبو موسى
- دانا مارديني بدور بنت العراب سوزان
- دارين حمزة بدور جمانة زوجة العراب الثانية
- حازم زيدان بدور جود ابن أخ العراب
- ثناء دبسي
- ناجي مخول
- غابرييل مالكي
- حسن المصري بدور نادر
- ريم نصر الدين بدور لونا
- سالي بسمة بدور نادين

## الموسم الثاني
واجه الموسم الثاني من المسلسل العديد من العقبات والخلافات بين كاتب المسلسل رافي وهبي وشركة الإنتاج لعدة أسباب ومع ذلك تابعت شركة الإنتاج تصوير المسلسل بقيادة المخرج حاتم علي وكتابة النص للسيناريست خالد خليفة مع عودة معظم ممثلي الموسم الأول ومن أبرزهم باسم ياخور وأمل بوشوشة وباسل خياط مع عدم التصريح إن كان ضياء السيد أحمد ليعود بشخصية «أبو عليا». وقد أكدت شركة الإنتاج إن عنوان هذا الموسم سيتغير من «نادي الشرق» إلى «العراب - تحت الحزام».